# Ханија Пат (Јужна Каролина)
Ханија Пат (енгл. Honea Path) град је у америчкој савезној држави Јужна Каролина.

## Демографија
По попису из 2010. године број становника је 3.597, што је 93 (2,7%) становника више него 2000. године.
| Група             | 2000.         | 2010.         |
| Белци             | 2.746 (78,4%) | 2.748 (76,4%) |
| Афроамериканци    | 685 (19,5%)   | 705 (19,6%)   |
| Азијати           | 7 (0,2%)      | 11 (0,3%)     |
| Хиспаноамериканци | 35 (1,0%)     | 50 (1,4%)     |
| Укупно            | 3.504         | 3.597         |